# ESPN on ABC
ESPN on ABC（ESPN・オン・ABC）は、アメリカン・ブロードキャスティング・カンパニー（ABC）のスポーツ中継の総称。
2006年9月、ABCのスポーツ中継製作部門であるABCスポーツ（ABC Sports）が、同じくウォルト・ディズニー・カンパニー傘下であるESPNと統合。現在の「ESPN on ABC」のブランド名となった。

## 主なスポーツ中継番組
アメリカンフットボール
- カレッジフットボール（1961年 - ）
  - ESPN College Football on ABC（1950年、1966年 - ）
  - 主にACC、アメリカン、ビッグ・テン、ビッグ12、パク12の試合を中継
  - Saturday Night Football（2006年 - 現在）
  - キャピタルワンボウル（1987年 - 2010年、2013年 - 現在）

野球
- リトルリーグ・ワールドシリーズ（1963年 - ）

バスケットボール
- NBA（1965年 - 1973年、2002年 -）
  - ABC's Coverage of the NBA on ESPN（2005-06シーズンまでは「NBA on ABC」）
- WNBA（2002年 - ）
- カレッジバスケットボール
  - NCAA全米大学選手権女子決勝
  - SEC男子バスケットボールトーナメント（2010年 - ）

アイスホッケー
- NHL（1992年 - 1994年、1999年 - 2004年、2022-）

モータースポーツ
- インディカー・シリーズ（1996年 - 2018年[1][2]）
  - インディ500（1965年 - 2018年[1][2]）
  - グランプリ・オブ・セントピーターズバーグ、ミルウォーキー225、ニューハンプシャー・インディ225を放送。

サッカー
- FIFAワールドカップ（1970年、1982年、1994年、1998年、2002年、2006年、2010年、2014年）

その他
- Xゲームズ（1997年 - ）
- BNPパリバ・オープン（2011年 - ）
- ESPNスポーツ・サタデー（2010年 - ）

### 過去に放送されていた番組
アメリカンフットボール
- NFL
  - マンデーナイトフットボール（1970年 - 2005年）
  - スーパーボウル（第19回（1985年）、第22回（1988年）、第25回（1991年）、第29回（1995年）、第34回（2000年）、第37回（2003年）、第40回（2006年））
- アメリカン・フットボール・リーグ（AFL - 現在のNFL・AFC（アメリカン・フットボール・カンファレンス）の前身。1960年 - 1964年）
- ワールドリーグ（1991年 - 1992年）
  - ローズボウル（1989年 - 2010年）
  - シュガーボウル（1954年 - 1958年、1971年 - 2006年）
  - オレンジボウル（1962年 - 1964年、1999年 - 2006年）

野球
- メジャーリーグベースボール（1976年 - 1989年、2004年 - 2005年）
  - ワールドシリーズ（1977年、1979年、1981年、1983年、1985年、1987年、1989年、2005年（第1・4・5戦））

オリンピック
- 夏季オリンピック（メキシコシティ（1968年）、ミュンヘン（1972年）、モントリオール（1976年）、ロサンゼルス（1984年））
- 冬季オリンピック（インスブルック（1964年）、グルノーブル（1968年）、インスブルック（1976年）、レークプラシッド（1980年）、サラエボ（1984年）、カルガリー（1988年））

その他
- PGAツアー
  - 全米プロゴルフ選手権（1966年 - 1990年）
  - 全米オープン（1966年 - 1994年）
  - 全英オープン（1966年 - 2009年）
- アリーナフットボールリーグ（2007年 - 2008年）
- メジャーリーグサッカー（1996年 - 2008年）
- アメリカン・ル・マン・シリーズ（2011年 - 2013年）
- NASCAR（2007年 - 2014年、シーズン後半戦を中心に放送）
- スクリプス・ナショナル・スペリング・ビー（2006年 - 2010年）
- ABCワイド・ワールド・オブ・スポーツ
- F1(2002年シーズンの内、モナコ、カナダ、イタリア、アメリカの4レース)